# Kinlochchiel
Kinlochchiel (Schots-Gaelisch: Ceann Loch Iall) is een dorp op de noordwestelijke oever van Loch Eil in de Schotse lieutenancy Inverness in het raadsgebied Highland.